# Полянський Ярослав
Ярослав Полянський (* 15 серпня 1930, с. Поляни, тепер Новосондецького повіту, Польща — 15 березня 1994, Варшава) — композитор і диригент, заслужений діяч культури Польщі (1967), член Спілки польських композиторів (1978).

## Життєпис
У 1947 р. виселений з родиною на західні землі Польщі. У 1954 р. закінчив Педагогічний ліцей та одночасно музичну школу в Гожові. Від 1956 р., працюючи вчителем музики на Зеленогірщині, почав займатися творчою діяльністю як композитор-початківець. У 1961 р. вступив у Вищу музичну школу у Варшаві, закінчивши в 1966 р. відділ диригування.
1972—1983 Диригент і співкомпозитор чоловічого хору українського суспільно-культурного товариства «Журавлі»
За досягнення у розвитку українського музичного мистецтва нагороджений Бронзовим Хрестом Заслуги, Срібним Хрестом Заслуги, Золотою відзнакою Польської спілки хорів і оркестрів.

## Творчість
Змалку захоплювався лемківськими народними піснями, записував їх, на основі власної збірки підготував магістерську працю. Обробки лемківських пісень друкувалися кілька років на лемківській сторінці «Нашого слова». Зібрав і записав мелодії понад трьох тисяч пісень, з них опублікував близько 800.
Працював з різними хорами, а особ ливого успіху досягнув з колективом чоловічого хору українського суспільно-культурного товариства «Журавлі» (співкомпозитор і дирегент хору) та колективом мішаного хору «Дума».
Скомпонував 15 вокальних музичних творів до текстів Є. Самохваленка, Б.-І. Антонича. Опрацював для мішаного і чоловічого хорів 55 українських народних пісень. Він співорганізатор шести українських фестивалів. У 1977 р. заснував український молодіжний хор у Варшаві, яким керував до кінця життя. Приїжджав з хором до Львова.